# I Ragazzi del Sole (album)
I Ragazzi del Sole è il primo album discografico dell'omonimo gruppo; venne pubblicato in Italia nel 1966 dalla Jolly Hi-Fi Records.
Get Off My Cloud e Satisfaction sono due cover di canzoni dei Rolling Stones.

## Tracce
Lato A
1. Se mi chiamerai – 2:22
2. Get Off My Cloud – 3:28
3. We Gotta Get Out of This Place – 3:16
4. All Day and All of the Night – 2:17
5. Satisfaction – 3:50
6. Mercy, Mercy – 2:50

Lato B
1. Chi può dirmi – 2:33
2. Gloria – 2:36
3. Non ridere di me – 2:32
4. She's About a Mover – 2:57
5. Memphis, Tennessee – 2:53